# Orcas
Wyspa Orcas – największa z wysp archipelagu San Juan w Hrabstwie San Juan w stanie Waszyngton. Orcas jest trzecim z czterech przystanków na trasie Waszyngtońskich Łodzi Stanowych biegnącej między wyspami San Juan. Łódź płynąca tu startuje w Anacortes, WA, a podróż trwa ok. godzinę i 15 minut. 
Wyspa Orcas jest nieco większa od wyspy San Juan, ale zamieszkuje ją mniej ludzi. Ma ona ok. 147 km², a jej populacja wynosi ok. 4,5 tys. Wyspa jest niemal przecięta na dwie części przez fiordopodobną zatokę - East Sound - na której północnym krańcu znajduje się miasto Eastsound - drugie pod względem wielkości w Hrabstwie San Juan. Orcas posiada również lotnisko - Orcas Island Airport (znajdujące się w Eastsound), z którego codziennie startują i na którym lądują samoloty pasażerskie. Na wyspie są również miejsca (Rosario, Westsound i Deer Harbor) startu i wodowania wodnosamolotów.
W Eastsound znajduje się wiele sklepów, kawiarni, restauracji, stoisk z pamiątkami, a także muzeum, dwa banki, stacje benzynowe, biblioteka publiczna i park. W 1989 plemię Lummi odzyskało część swojego terytorium (wioska i cmentarz) na wyspie, nieopodal Eastsound. Teren ten znany jest jako Madrona Point Park - rezerwat z kilkoma kilometrami ścieżek spacerowych i setkami wykrzywionych, czerwonych drzew madronowych rosnących tuż przy skalistym wybrzeżu.
Na wyspie znajdują się również mniejsze osady - West Sound, Deer Harbor, Rosario, Olga i Doe Bay, każda z pewną bazą noclegową. Olga, Obstruction Pass i Doe Bay położone są na południowo-wschodniej stronie Orcas, która uważana jest za miejsce mniej zamieszkane i spokojniejsze. W Olga znajduje się chętnie odwiedzana kawiarnia, galeria (w której lokalni artyści sprzedają swoje dzieła), a także studio garncarskie i sztuki szklanej (ang. glass art).

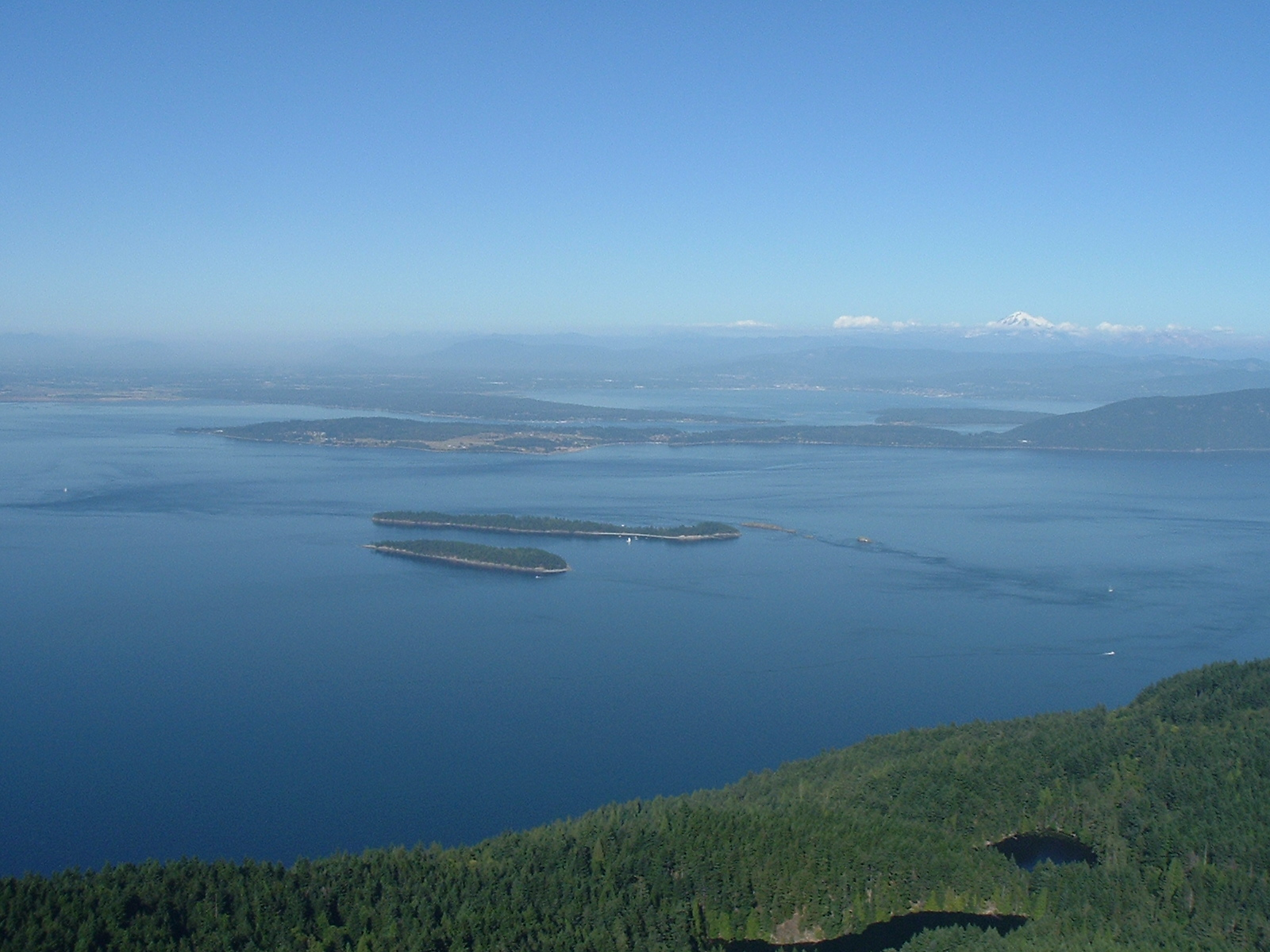
Widok na wschód z Mount Constitution. Widoczne: Cieśnina Rosario i Mount Baker.

Główną atrakcją wyspy jest góra Mount Constitution (734m). Łatwy dojazd (z wyjątkiem ciężkich warunków zimowych, kiedy to strażnicy leśni zamykają drogę) pozwala dotarcie na szczyt, z którego roztacza się 360-stopniowy widok na Pacyfik, Mount Baker, Mount Rainier i miasta Vancouver i Victoria. Mount Constitution jest częścią Moran State Park, parku stanowego, będącego największą publiczną strefą rekreacji i jednocześnie najczęściej odwiedzanym przez turystów miejscem na wyspach San Juan. Moran State Park to ponad 5 tys. akrów (20 km²) lasu z kilkoma jeziorami (idealnymi do wędkowania, pływania wpław i łódkami niemotorowymi - zwłaszcza kajakami), wodospadami, kilometrami ścieżek spacerowych i rowerowych oraz miejscem kempingowym.
Strażnicy leśni Moran State Park zarządzają również oddalonym o ok. 5 km Parkiem Stanowym Obstruction Pass (park morski); aby dostać się do jego strefy kempingowej (główny cel odwiedzin tego miejsca) należy skorzystać z ok. kilometrowej ścieżki prowadzącej do publicznej plaży lub przybić łodzią/kajakiem od strony Oceanu. Dostępnych jest 11 miejsc obozowych (miejsce na namiot, drewniany stolik i palenisko) jak również 3 boje do cumowania oraz toalety.
Orcas Island jest również domem dla trzech historycznych obozów: Camp Orkila, Four Winds Westward Ho i Camp Indralaya. Camp Orkila (zał. 1906), prowadzony przez oddział YMCA w Seattle, położony jest w północno-zachodniej części wyspy. Dwa pozostałe założone zostały w 1927. Four Winds (letni obóz non-profit) ulokowany jest w południowo-zachodnim rogu wyspy, a Camp Indralaya, ufundowany przez Towarzystwo Teozoficzne, w jej centrum. Dodatkowo wyspa Orcas jest wyjściem do jeszcze innego obozu - Canoe Island French Camp - ulokowanego na prywatnej wyspie pomiędzy wyspami Shaw i Lopez.
Na Orcas znajduje się również tzw. Funhouse, ośrodek kultury i nauki (typu non-profit) popierający metodę „nauka przez zabawę” i organizujący wiele przyjaznych dzieciom wystaw naukowych. Ośrodek posiada pełne wyposażenie audio-video (studio nagraniowe), dużą bibliotekę filmów edukacyjnych i dokumentalnych, warsztat plastyczny, ściankę wspinaczkową oraz sześć komputerów z dostępem do Internetu.